# School van Marcinelle
De School van Marcinelle (Frans: École de Marcinelle) is de stripverhaalstijl van het weekblad Robbedoes (Spirou) sinds de Tweede Wereldoorlog. De naam verwijst naar Marcinelle, de plaats waar de uitgeverij van het weekblad, Dupuis, toen gevestigd was. Joseph Gillain (Jijé) wordt vaak gezien als de grondlegger van het genre.

## Omschrijving

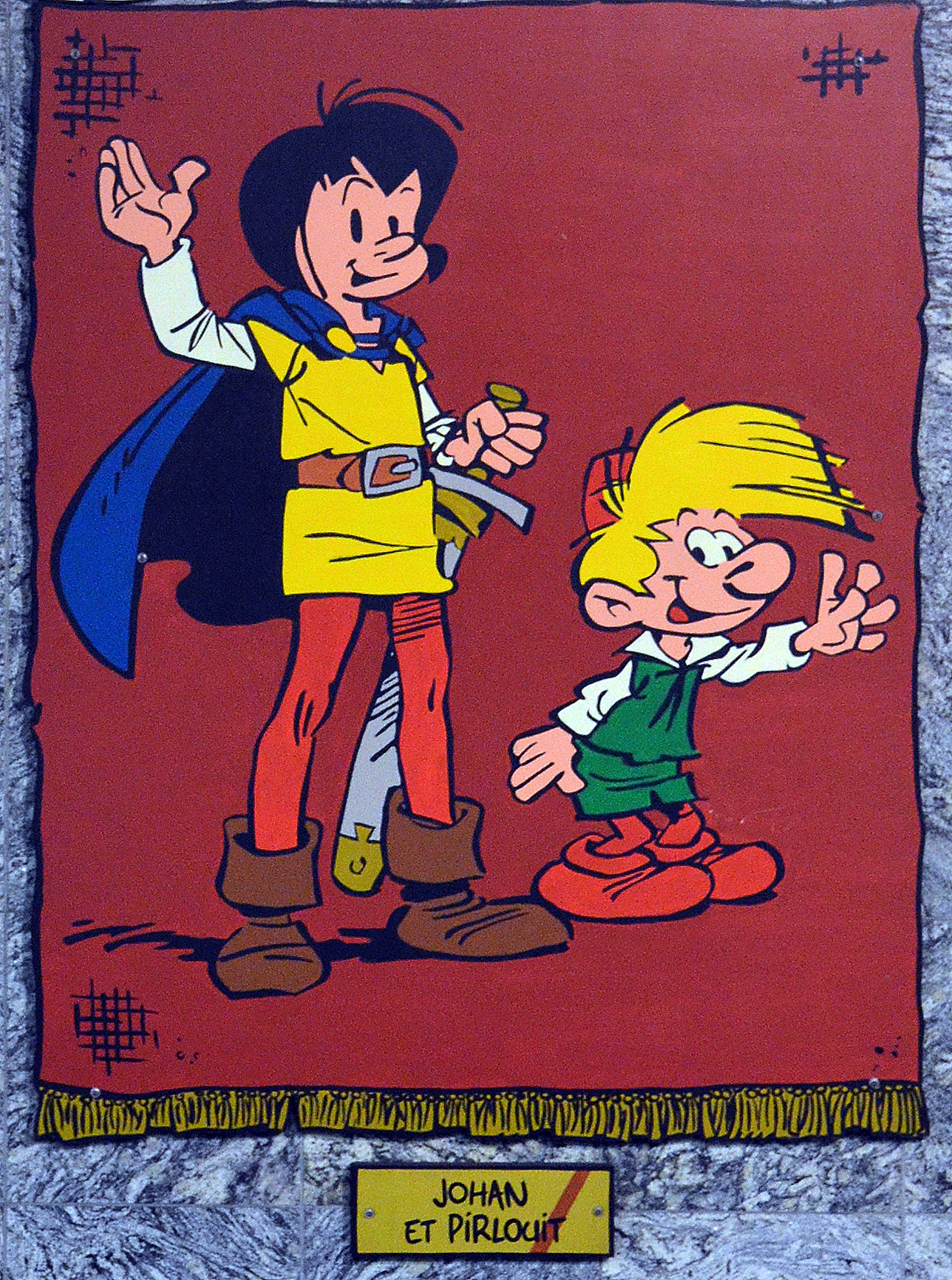
Stripmuur in Charleroi met Johan en Pirrewiet van de tekenaar Peyo

De stijl van de school van Marcinelle is een combinatie van cartoons en realistische strips. De stijl wordt vaak beschouwd als de tegenhanger van de klare lijn van de Brusselse school in weekblad Kuifje, hoewel beide veel gemeen hebben en het onderscheid vooral met de plaats van de uitgever te maken heeft. Een verschil in stijl zit vooral in het tekenen van bewegingen: de school van Marcinelle probeert de impressie van bewegen op te wekken (dynamisch), terwijl de klare lijn eerder schematisch (statisch) te werk gaat. Daarnaast wordt de School van Marcinelle gekenmerkt door meer karikaturale, ronde figuren (grote-neuzen-stijl) en ronde tekstbalonnen.

## Bekende tekenaars van de School van Marcinelle
De tekenstijl wordt vooral geassocieerd met:
- Jijé (Robbedoes en Kwabbernoot en Blondie en Blinkie)
- André Franquin (Robbedoes en Kwabbernoot en Guust Flater)
- Morris (Lucky Luke)
- Will (Baard en Kale)
- Peyo (De Smurfen, Johan en Pirrewiet en Steven Sterk)

Enkele andere bekende namen zijn:
- Berck (Sammy)
- Derib (Yakari)
- Paul Deliège (Jaap)
- Jacques Devos (Mr. Kweeniewa en Geniale Olivier)
- Jean-Claude Fournier (Robbedoes en Kwabbernoot en Bizu)
- Francis (Bram Jager en zijn buur)
- Gos (De Katamarom)
- Hubuc (Chlorophyl)
- Janry (Robbedoes en Kwabbernoot en De Kleine Robbe)
- Jidéhem (Sophie)
- Willy Lambil (De Blauwbloezen)
- Raymond Macherot (Chlorophyl en Snoesje)
- Remacle (Ouwe Niek & Zwartbaard en Hultrasson)
- Jean Roba (Bollie en Billie)
- Maurice Rosy (Jaap)
- Eddy Ryssack (Opa)
- Louis Salvérius (De Blauwbloezen)
- Pierre Seron (De Minimensjes)
- Maurice Tillieux (Guus Slim en Caesar en Josientje)
- François Walthéry (Natasja)